# Прилипаловые
Прилипаловые (лат. Echeneidae) — семейство лучепёрых рыб отряда ставридообразных. Длина тела от 30 до 90 см. Характерная особенность: передний спинной плавник смещён на голову и превращён в присоску. Плавательный пузырь отсутствует. Широко распространены в тропических и субтропических водах всех океанов. В России два вида: обыкновенный прилипало (Echeneis naucrates) и акулья ремора (Remora remora) изредка встречаются в водах юга Приморья. Присасываются к крупным рыбам, китам, морским черепахам, днищам кораблей. Некоторые виды (например, обыкновенный прилипало) могут жить и самостоятельно. Молодь прилипал живёт без хозяина. Питаются эти рыбы планктоном и эктопаразитами хозяина.
Существует старинный способ ловли морских черепах с помощью прилипал. Жители Мозамбика и Мадагаскара привязывают к хвосту пойманной прилипалы верёвку и бросают в море неподалёку от черепахи. Рыба немедленно крепко присасывается к черепахе и остается только вытащить их обеих из воды. «Грузоподъёмность» одной рыбы составляет около 30 кг, поэтому для охоты на черепах применяют обычно сразу нескольких прилипал на одном лине. Вместе они могут удержать черепаху массой в несколько центнеров.

## Виды
- Род Echeneis — Прилипалы
  - Echeneis naucrates Linnaeus, 1758 — Обыкновенный прилипало, или полосатая рыба-прилипало, или  большой прилипало
  - Echeneis neucratoides Zuiew, 1786 — Белопёрый прилипало
- Род Phtheirichthys — Длинные реморы
  - Phtheirichthys lineatus (Menzies, 1791) — Длинная ремора
- Род Remora — Реморы
  - Remora australis (Bennett, 1840) — южная ремора, или китовый прилипало, или ремилегия
  - Remora brachyptera (Lowe, 1839) — короткопёрая рыба-прилипало
  - Remora osteochir (Cuvier, 1829) — марлиновая прилипала
  - Remora remora (Linnaeus, 1758) — акулья ремора, или обыкновенная ремора, или прилипала-ремора
  - Remorina albescens (Temminck & Schlegel, 1850) — реморина, или белая рыба-прилипало

## В литературе
Охота на морских черепах с помощью рыбы-прилипалы описана в повести Г. Новогрудского «Большая жемчужина» (М. «Детгиз», 1962). Главный герой повести — охотник на морских черепах Нкуэнг, проживающий на атолле Тааму-Тара в Океании, владелец рыбы-прилипалы по имени Большая жемчужина.
Также охота описана в романе Жюль Верна «Двадцать тысяч льё под водой». Автор описывает её так: «моряки „Наутилуса“ привязывали к хвосту этих рыб колечко, достаточно широкое, чтобы не стеснять их движение, а к колечку-длинную верёвку, зачалив другой её конец за борт лодки. Выброшенные в море, рыбы-прилипалы сейчас же приступили к своей охоте, подплыли к черепахам и присосались к их панцирям, причём цепкость этих рыб настолько велика, что они скорее разорвутся, чем отпустят свою добычу».